# Tixcacalcupul
Tixcacalcupul es una localidad del estado de Yucatán, México, cabecera del municipio homónimo.

## Toponimia
Tixcacalcupul significa en idioma maya pozo de dos bocas de Cupul, en donde Cupul es el patronímico correspondiente a los viejos régules de la región o jurisdicción maya.

## Historia
Con anterioridad a la conquista española, esta zona pertenecía al cacicazgo de los cupules. No se tiene el registro de la fecha de fundación de la población y su más antigua referencia corresponde al año de 1550, como una encomienda.
El pueblo de Tixcacalcupul formó parte del partido de Valladolid y así continuó hasta la disolución de este partido en 1918, cuando se erigió el municipio libre de Tixcacalcupul y la población en su cabecera.   

## Ubicación
Tixcacalcupul se encuentra ubicado en el sur-oriente del estado de Yucatán, unos 20 kilómetros al sur de la ciudad de Valladolid.